# Manio Aquilio (cónsul 101 a. C.)
Manio Aquilio (en latín, Manius Aquilius o Aquillius) fue un político y militar romano miembro de la gens Aquilia que ocupó el consulado en 101 a. C.
Probablemente fue hijo de Manio Aquilio cónsul en 129 a. C., un leal seguidor de Cayo Mario. Durante la campaña electoral para el cuarto consulado de Mario, Aquilio quedó como comandante del ejército por si los cimbrios atacaban antes de que Mario pudiese volver para dirigir el ejército en persona.
Como premio por su lealtad, Cayo Mario compartió el consulado con él en 101 a. C. Después del consulado, con Roma azotada por las hambrunas causadas por la revuelta de esclavos de Sicilia, Aquilio fue enviado a aplastarla y restablecer la paz y el suministro de grano a la capital. Aquilio sometió por completo a Atenión y sus rebeldes, y obtuvo una ovación en Roma en el año 100 a. C. En 98 a. C., Aquilio fue acusado de malversación en Sicilia por Lucio Fufio. En el juicio consiguiente fue defendido por Marco Antonio el Orador y, aunque había pruebas concluyentes de su culpabilidad, fue absuelto por su valor en la pasada guerra.
En 88 a. C. fue destinado a Asia como uno de los legados consulares enviados a combatir en la guerra contra Mitrídates VI y sus aliados. Fue derrotado en la batalla del Monte Escorobas, cerca de Protostaquium y fue entregado, prisionero, a Mitrídates por los habitantes de Mitilene. El rey del Ponto volcó sobre él todo su salvajismo y le ejecutó obligándole a beber un caldero lleno de oro fundido.